# Робинсдејл (Минесота)
Робинсдејл (енгл. Robbinsdale) град је у америчкој савезној држави Минесота.

## Демографија
По попису из 2010. године број становника је 13.953, што је 170 (-1,2%) становника мање него 2000. године.
| Група             | 2000.          | 2010.          |
| Белци             | 12.435 (88,0%) | 10.395 (74,5%) |
| Афроамериканци    | 811 (5,7%)     | 1.931 (13,8%)  |
| Азијати           | 293 (2,1%)     | 455 (3,3%)     |
| Хиспаноамериканци | 282 (2,0%)     | 647 (4,6%)     |
| Укупно            | 14.123         | 13.953         |